# Karina Gauvin
Karina Gauvin (1966) es una soprano canadiense, especialista en repertorio barroco.

## Biografía
Nació en Repentigny, provincia de Quebec (Canadá). Con ocho años ya cantaba en el coro infantil de la Ópera de Canadá, coro en el que pasó su infancia y parte de su juventud. Empezó a estudiar Historia del Arte en la Universidad McGill, pero lo abandonó para estudiar música primero en el Conservatorio de Música de Montreal y después en Glasgow en el Conservatorio Real de Escocia.
Karina Gauvin ha abordado el repertorio barroco tanto la ópera como el recital. Especialista en Johann Sebastian Bach, Antonio Vivaldi, Joseph Haydn, Giovanni Battista Pergolesi y, sobre todo, Georg Friedrich Haendel y Wolfgang Amadeus Mozart; a destacar su rol de Alcina de Haendel o Vitelia de La clemencia de Tito de Mozart. Fuera del repertorio barroco, también ha tenido éxito por la obra de Benjamin Britten Les illuminations.
Ha trabajado junto a directores de orquesta como Alan Curtis, Kent Nagano o Semyon Bychkov. Ha colaborado con el conjuntos barrocos Les Talents Lyriques, la Accademia Bizantina, Il Complesso Barocco o Les Violons du Roy. Karina Gauvin ha cantado en escenarios líricos internacionales como el Teatro Real de Madrid, en el Carnegie Hall de Nueva York, la Ópera Estatal de Baviera en Múnich, el Teatro de los Campos Elíseos de París o el Festival de Glyndebourne.
Ha grabado más de 30 CDs y ha ganado numerosos premios como el Memorial Maggie Teyte de Londres (1992) o el Premio Virginia Parker en 1995. Juntó al pianista Marc - André Hamelin grabó la canción Fête Galante con la que ganaron el Chamber Music Award en 2000.